# Pulchroppia ramifera
Pulchroppia ramifera är en kvalsterart som beskrevs av Wang och Li 1997. Pulchroppia ramifera ingår i släktet Pulchroppia och familjen Oppiidae. Inga underarter finns listade i Catalogue of Life.